# Varennes-sur-Morge
Varennes-sur-Morge är en kommun i departementet Puy-de-Dôme i regionen Auvergne-Rhône-Alpes i centrala Frankrike. Kommunen ligger i kantonen Ennezat som tillhör arrondissementet Riom. År 2022 hade Varennes-sur-Morge 432 invånare.

## Befolkningsutveckling
Antalet invånare i kommunen Varennes-sur-Morge
| Referens: INSEE |